# Präsidentschaftswahl in Georgien 2018
Die Präsidentschaftswahl in Georgien 2018 (georgisch საქართველოს საპრეზიდენტო არჩევნები 2018 – sakartvelos saprezidento archevnebi 2018) fand in erster Runde am 28. Oktober statt. Es war die siebte in der Geschichte der dritten georgischen Republik seit 1991. Der amtierende Präsident Giorgi Margwelaschwili ist nicht mehr angetreten. In der Stichwahl am 28. November 2018 trat Salome Surabischwili gegen Grigol Waschadse an. Beide Kandidaten waren ehemalige Außenminister Georgiens. Surabischwili wurde als unabhängige Kandidatin von der Regierungspartei Georgischer Traum unterstützt.
Salome Surabischwili gewann in der Stichwahl am 28. November 2018 mit 59,52 % der abgegebenen Stimmen und wurde damit als erste Frau zur Präsidentin Georgiens gewählt.

## Wahlmodus

Standarte des Präsidenten Georgiens

Es war die letzte direkte Wahl des georgischen Präsidenten. Die Amtsperiode wurde dafür auf sechs Jahre ausgedehnt. Bei der nächsten Wahl im Jahr 2024 wird der Präsident indirekt durch eine Wahlversammlung gewählt und auf repräsentative Aufgaben beschränkt. Im gleichen Jahr kommt es dann auch zur Wahlrechtsreform des georgischen Parlaments mit Abschaffung des Grabenwahlsystems zu Gunsten eines personalisierten Verhältniswahlrechts.
Es waren 3.558.437 Georgier wahlberechtigt. Die im Ausland wohnhaften Georgier mussten sich in den dortigen Vertretungen vor der Wahl registrieren lassen und dort wählen. Für einen Sieg im ersten Wahlgang waren mehr als 50 Prozent der Stimmen notwendig.

## Kandidaten
Es beanspruchten ursprünglich 46 Kandidaten die Teilnahme als Kandidat zu den Präsidentschaftswahlen in Georgien des Jahres 2018. Davon wurden 21 durch die Wahlleitung abgelehnt. Es wurden damit 25 Kandidaten zur Wahl registriert.
|    | Name                      | Nominierung                                                               |
| -- | ------------------------- | ------------------------------------------------------------------------- |
| 1  | Micheil Antadse           | Staat für das Volk                                                        |
| 2  | Dawit Bakradse            | Europäisches Georgien                                                     |
| 3  | Wachtang Gabunia          | Christlich-Demokratische Bewegung Georgiens                               |
| 4  | Grigol Waschadse          | Vereinte Nationale Bewegung                                               |
| 5  | Schalwa Natelaschwili     | Georgische Arbeiterpartei                                                 |
| 6  | Sviad Mechatischwili      | Christlich Konservative Partei Georgiens                                  |
| 7  | Giorgi Liluaschwili       | Partei Georgien                                                           |
| 8  | Akaki Assatiani           | Union der Georgischen Traditionalisten                                    |
| 9  | Kacha Kukawa              | Freies Georgien                                                           |
| 10 | Otar Meunargia            | Die Industrie wird Georgien retten                                        |
| 11 | Irakli Gorgadse           | Bewegung für ein freies Georgien                                          |
| 12 | Dawit Ussupaschwili       | Freie Demokraten                                                          |
| 13 | Swiad Baghdawadse         | Bürger Plattform – Neues Georgien                                         |
| 14 | Micheil Saluaschwili      | Union der Gerechten Restauration der Nation: Der Herr Ist Unsere Wahrheit |
| 15 | Swiad Iaschwili           | Nationaldemokratische Partei                                              |
| 16 | Tamar Zchoragauli         | Politische Bewegung Freiheit – Sviad Gamsachurdias Weg                    |
| 17 | Gela Chuzischwili         | Politische Bewegung der Veteranen und Patrioten Georgiens                 |
| 18 | Surab Dschaparidse        | Neue Politische Mitte – Girchi                                            |
| 19 | Levan Tschcheidse         | Neue Christdemokraten                                                     |
| 20 | Salome Surabischwili      | Wählerinitiative                                                          |
| 21 | Bessarion Tediaschwili    | Wählerinitiative                                                          |
| 22 | Giorgi Andiriadse         | Wählerinitiative                                                          |
| 23 | Kachaber Tschitschinadse  | Wählerinitiative                                                          |
| 24 | Wladimer Nonikaschwili    | Wählerinitiative                                                          |
| 25 | Teimuras Schaschiaschwili | Wählerinitiative                                                          |

## Ergebnis
| Kandidaten                                | Parteien                                                  | 1. Wahlgang | 1. Wahlgang | 2. Wahlgang | 2. Wahlgang |
| Kandidaten                                | Parteien                                                  | Stimmen     | %           | Stimmen     | %           |
| ----------------------------------------- | --------------------------------------------------------- | ----------- | ----------- | ----------- | ----------- |
| Salome Surabischwili                      | Unabhängige                                               | 615.572     | 38,6        | 1.147.701   | 59,5        |
| Grigol Waschadse                          | Vereinte Nationale Bewegung                               | 601.224     | 37,7        | 780.680     | 40,5        |
| Dawit Bakradse                            | Europäisches Georgien                                     | 174.849     | 11,0        |             |             |
| Schalwa Natelaschwili                     | Georgische Arbeiterpartei                                 | 59.651      | 3,7         |             |             |
| Dawit Ussupaschwili                       | Freie Demokraten                                          | 36.037      | 2,3         |             |             |
| Surab Dschaparidse                        | Girchi                                                    | 36.034      | 2,3         |             |             |
| Kacha Kukawa                              | Freies Georgien                                           | 21.186      | 1,3         |             |             |
| Giorgi Andiriadse                         | Unabhängiger                                              | 13.133      | 0,8         |             |             |
| Teimuras Schaschiaschwili                 | Unabhängiger                                              | 9.481       | 0,6         |             |             |
| Tamar Zchoragauli                         | Politische Bewegung Freiheit – Sviad Gamsachurdias Weg    | 4.004       | 0,3         |             |             |
| Bessarion Tediaschwili                    | Unabhängiger                                              | 3.713       | 0,2         |             |             |
| Micheil Saluaschwili                      | Union der Gerechten Restauration der Nation               | 2.970       | 0,2         |             |             |
| Lewan Tschcheidze                         | Neue Christdemokraten                                     | 2.895       | 0,2         |             |             |
| Akaki Assatiani                           | Union der Georgischen Traditionalisten                    | 1.994       | 0,1         |             |             |
| Wachtang Gabunia                          | Christlich-Demokratische Bewegung Georgiens               | 1.958       | 0,1         |             |             |
| Gela Chuzischwili                         | Politische Bewegung der Veteranen und Patrioten Georgiens | 1.623       | 0,1         |             |             |
| Kachaber Tschitschinadse                  | Unabhängiger                                              | 1.418       | 0,1         |             |             |
| Micheil Antadse                           | Staat für das Volk                                        | 1.074       | 0,1         |             |             |
| Giorgi Liluaschwili                       | Partei Georgien                                           | 892         | 0,1         |             |             |
| Swiad Mechatischwili                      | Christlich Konservative Partei Georgiens                  | 713         | 0,0         |             |             |
| Otar Meunargia                            | Die Industrie wird Georgien retten                        | 664         | 0,0         |             |             |
| Wladimer Nonikaschwili                    | Unabhängiger                                              | 633         | 0,0         |             |             |
| Irakli Gorgadse                           | Bewegung für ein freies Georgien                          | 531         | 0,0         |             |             |
| Swiad Baghdawadse                         | Bürger Plattform – Neues Georgien                         | 477         | 0,0         |             |             |
| Swiad Iaschwili                           | Nationaldemokratische Partei                              | 444         | 0,0         |             |             |
| Gesamt                                    | Gesamt                                                    | 1.593.170   | 100         | 1.928.381   | 100         |
|                                           |                                                           |             |             |             |             |
| Ungültige Stimmen                         | Ungültige Stimmen                                         | 53.847      | 3,3         | 59.778      | 3,0         |
| Wähler                                    | Wähler                                                    | 1.647.017   | 46,8        | 1.988.159   | 56,3        |
| Wahlberechtigte                           | Wahlberechtigte                                           | 3.518.877   |             | 3.528.658   |             |
|                                           |                                                           |             |             |             |             |
| Quellen: CESKO, 1. Wahlgang – 2. Wahlgang |                                                           |             |             |             |             |